# Taguchi Taishi
Taguchi Taishi (田口 泰士 (Điền-Khẩu Thái-Sĩ) Taguchi Taishi, sinh ngày 16 tháng 3 năm 1991 ở Okinawa prefecture) là một cầu thủ bóng đá người Nhật Bản hiện tại thi đấu cho Júbilo Iwata.

## Thống kê sự nghiệp

### Câu lạc bộ
Cập nhật đến ngày 23 tháng 2 năm 2018.
| Câu lạc bộ     | Mùa giải | Giải vô địch | Giải vô địch | Cúp1    | Cúp1      | Cúp Liên đoàn2 | Cúp Liên đoàn2 | Châu lục3 | Châu lục3 | Tổng    | Tổng      |
| Câu lạc bộ     | Mùa giải | Số trận      | Bàn thắng    | Số trận | Bàn thắng | Số trận        | Bàn thắng      | Số trận   | Bàn thắng | Số trận | Bàn thắng |
| -------------- | -------- | ------------ | ------------ | ------- | --------- | -------------- | -------------- | --------- | --------- | ------- | --------- |
| Nagoya Grampus | 2009     | 1            | 0            | 1       | 0         | 1              | 0              | 1         | 0         | 4       | 0         |
| Nagoya Grampus | 2010     | 0            | 0            | 3       | 0         | 2              | 0              | –         | –         | 5       | 0         |
| Nagoya Grampus | 2011     | 3            | 0            | 2       | 1         | 0              | 0              | 0         | 0         | 5       | 1         |
| Nagoya Grampus | 2012     | 25           | 2            | 4       | 0         | 2              | 0              | 3         | 0         | 34      | 2         |
| Nagoya Grampus | 2013     | 25           | 0            | 1       | 0         | 4              | 0              | –         | –         | 30      | 0         |
| Nagoya Grampus | 2014     | 29           | 1            | 3       | 0         | 6              | 0              | –         | –         | 38      | 1         |
| Nagoya Grampus | 2015     | 11           | 2            | 1       | 0         | 2              | 0              | –         | –         | 14      | 2         |
| Nagoya Grampus | 2016     | 27           | 2            | 1       | 0         | 3              | 0              | –         | –         | 31      | 2         |
| Nagoya Grampus | 2017     | 34           | 9            | 2       | 0         | –              | –              | –         | –         | 36      | 9         |
| Tổng           | Tổng     | 155          | 16           | 18      | 1         | 20             | 0              | 4         | 0         | 196     | 17        |

1Bao gồm Cúp Hoàng đế Nhật Bản.
2Bao gồm J. League Cup.
3Bao gồm Giải vô địch bóng đá các câu lạc bộ châu Á.